# 高島町立端島小学校・中学校
高島町立端島小学校・中学校（たかしまちょうりつ はしましょうがっこう・ちゅうがっこう）は長崎県西彼杵郡高島町（現・長崎市高島町）端島にあった小・中併設校。
炭鉱で栄えた端島に建てられた学校であったが、炭鉱が閉山された1974年（昭和49年）に閉校となった。その後端島は放棄されて無人島となったため、廃墟と化した島の建造物のひとつとして校舎が現存している。

## 概要
歴史
1893年（明治26年）に開校した「三菱社立（私立）端島尋常小学校」を前身とする。1947年（昭和22年）4月の学制改革により、中学校を併設。端島炭鉱の閉山に伴い、尋常小学校創立から数えて80年目の1974年（昭和49年）に閉校となった。
校訓
「至誠・博愛・健康」
校歌
小中共通。1930年（昭和5年）に制定され、作詞は八波則吉、作曲は幾尾純による。歌詞は3番まであり、1番に校名の「端島」、3番に校訓の「至誠・博愛・健康」が登場する。
その他
1970年5月時点で小学校（1～4階）は児童数524人、教師20人、クラスは2学級が5学年分、3学級が1学年分、特殊学級1学級の計14クラス。中学校（5～7階）は生徒数235人、教師12人。クラスは各学年2学級づつ、特殊学級1学級の計7クラス。高校進学率は90％越えで大学へ進学する生徒も多く、一部の生徒は就職して定時制高校へ進学していた。
校舎は1958年に鉄筋コンクリート造りで建設され、1961年に7階部分を鉄骨にて増築したもので、7階部分が65号棟と連結していた。また、昼間でも電灯をつける生活環境の子供たちに日光に触れさせるため、窓は大きめとなっている。
体育館とグラウンドは小中兼用で、校長も小中兼任であった。

## 沿革
- 1893年（明治26年）11月3日 - 「三菱社立（私立）端島尋常小学校」が開校。後に高等科を併設し、「端島尋常高等小学校」となる。
- 1921年（大正10年）5月31日 - 高浜村に移管され、「高浜村立端島尋常小学校」に改称。
- 1926年（大正15年）7月20日 - 端島青年訓練所と実業補習学校を併置。
- 1930年（昭和5年）3月1日 - 校歌を制定。
- 1934年（昭和9年）- 木造2階建ての新校舎が完成。
- 1935年（昭和10年）4月1日 - 青年学校令により、端島青年訓練所と実業補習学校を端島青年学校とする。
- 1941年（昭和16年）4月1日 - 国民学校令により、「高浜村立端島国民学校」と改称。尋常科を初等科とし、初等科6年・高等科2年とする。
- 1947年（昭和22年）4月1日 - 学制改革（六・三制の実施）
  - 旧・国民学校の初等科を改組し、「高浜村立端島小学校」とする。
  - 旧・国民学校の高等科および青年学校を改組し、「高浜村立端島中学校」（新制中学校）とし、小学校に併設する。
- 1955年（昭和30年）4月1日 - 高浜村端島[5]が高島町に編入されたことにより、「高島町立端島小学校・中学校」（最終名）と改称。

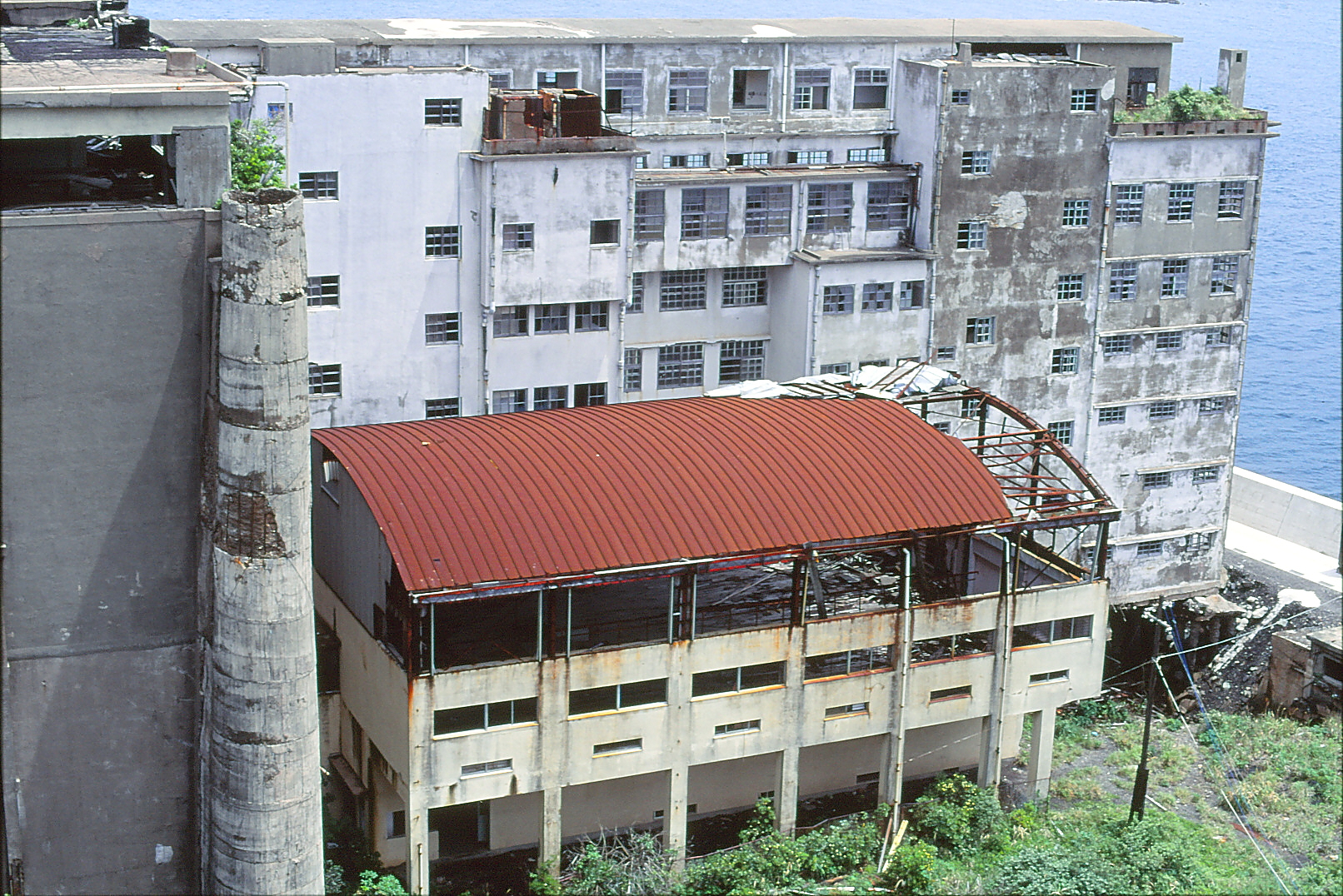
校舎と体育館
（1992年撮影）

- 1957年（昭和32年）4月1日 - 当直室からの出火による火災で校舎を焼失。
- 1958年（昭和33年）1月17日 - 鉄筋コンクリート造6階建ての新校舎が完成。
- 1961年（昭和36年）5月 - 増築により、校舎が7階建てとなる。
- 1970年（昭和45年）
  - 3月31日 - 体育館・格技室・給食室が完成。鉄骨・鉄筋コンクリート造2階建てで、1階は格技室と給食室、2階は体育館。
  - 5月 - 給食業務を高島町学校給食公社に委託。
- 1973年（昭和48年）9月7日 - 端島校開校80周年記念大運動会を開催。最後の運動会となった。
- 1974年（昭和49年）3月31日 - 炭鉱の閉山を受け、閉校。80年の歴史に幕を閉じる。

## 出身者
- 岡崎律子[6]

## 参考資料
- 「端島（軍艦島）」（2004年（平成16年）1月,高島町教育委員会）
- 「高浜村郷土誌 大正7年版復刻」（1968年（昭和43年）12月, 長崎史誌研究会）